# جمالیه، قنا
جمالیه، روستایی از توابع شهرستان قوص در استان قنا و کشور مصر است.

## جمعیت
براساس سرشماری سال ۲۰۰۶ مصر، جمعیت آن ۱۴۴۹۹ نفر( ۶۸۱۴ مرد و ۷۶۸۵ زن ) بوده‌است.